# Mesapamea lamda
Mesapamea lamda är en fjärilsart som beskrevs av C. F. Vieweg 1789. Mesapamea lamda ingår i släktet Mesapamea och familjen nattflyn. Inga underarter finns listade i Catalogue of Life.